# Danh sách tiểu hành tinh: 17801–17900
| Tên                 | Tên đầu tiên | Ngày phát hiện       | Nơi phát hiện                      | Người phát hiện                    |
| ------------------- | ------------ | -------------------- | ---------------------------------- | ---------------------------------- |
| 17801 Zelkowitz     | 1998 FH69    | 20 tháng 3 năm 1998  | Socorro                            | LINEAR                             |
| 17802 -             | 1998 FA71    | 20 tháng 3 năm 1998  | Socorro                            | LINEAR                             |
| 17803 Barish        | 1998 FD71    | 20 tháng 3 năm 1998  | Socorro                            | LINEAR                             |
| 17804 -             | 1998 FH71    | 20 tháng 3 năm 1998  | Socorro                            | LINEAR                             |
| 17805 Švestka       | 1998 FV72    | 30 tháng 3 năm 1998  | Kleť                               | M. Tichý, Z. Moravec               |
| 17806 Adolfborn     | 1998 FO73    | 31 tháng 3 năm 1998  | Ondřejov                           | P. Pravec                          |
| 17807 Ericpearce    | 1998 FT74    | 19 tháng 3 năm 1998  | Anderson Mesa                      | LONEOS                             |
| 17808 -             | 1998 FV74    | 24 tháng 3 năm 1998  | Socorro                            | LINEAR                             |
| 17809 -             | 1998 FR78    | 24 tháng 3 năm 1998  | Socorro                            | LINEAR                             |
| 17810 -             | 1998 FM100   | 31 tháng 3 năm 1998  | Socorro                            | LINEAR                             |
| 17811 -             | 1998 FH105   | 31 tháng 3 năm 1998  | Socorro                            | LINEAR                             |
| 17812 -             | 1998 FH109   | 31 tháng 3 năm 1998  | Socorro                            | LINEAR                             |
| 17813 -             | 1998 FL109   | 31 tháng 3 năm 1998  | Socorro                            | LINEAR                             |
| 17814 -             | 1998 FH113   | 31 tháng 3 năm 1998  | Socorro                            | LINEAR                             |
| 17815 Kulawik       | 1998 FM113   | 31 tháng 3 năm 1998  | Socorro                            | LINEAR                             |
| 17816 -             | 1998 FY113   | 31 tháng 3 năm 1998  | Socorro                            | LINEAR                             |
| 17817 -             | 1998 FU116   | 31 tháng 3 năm 1998  | Socorro                            | LINEAR                             |
| 17818 -             | 1998 FE118   | 31 tháng 3 năm 1998  | Socorro                            | LINEAR                             |
| 17819 -             | 1998 FK118   | 31 tháng 3 năm 1998  | Socorro                            | LINEAR                             |
| 17820 -             | 1998 FZ125   | 31 tháng 3 năm 1998  | Socorro                            | LINEAR                             |
| 17821 Bölsche       | 1998 FC127   | 31 tháng 3 năm 1998  | Drebach                            | A. Knöfel, J. Kandler              |
| 17822 -             | 1998 FM135   | 22 tháng 3 năm 1998  | Socorro                            | LINEAR                             |
| 17823 Bartels       | 1998 GA      | 1 tháng 4 năm 1998   | Oaxaca                             | J. M. Roe                          |
| 17824 -             | 1998 GF      | 2 tháng 4 năm 1998   | Socorro                            | LINEAR                             |
| 17825 -             | 1998 GQ8     | 2 tháng 4 năm 1998   | Socorro                            | LINEAR                             |
| 17826 Normanwisdom  | 1998 GK10    | 3 tháng 4 năm 1998   | Reedy Creek                        | J. Broughton                       |
| 17827 -             | 1998 HW      | 17 tháng 4 năm 1998  | Kitt Peak                          | Spacewatch                         |
| 17828 -             | 1998 HK8     | 22 tháng 4 năm 1998  | Woomera                            | F. B. Zoltowski                    |
| 17829 -             | 1998 HX32    | 20 tháng 4 năm 1998  | Socorro                            | LINEAR                             |
| 17830 -             | 1998 HR35    | 20 tháng 4 năm 1998  | Socorro                            | LINEAR                             |
| 17831 Ussery        | 1998 HW35    | 20 tháng 4 năm 1998  | Socorro                            | LINEAR                             |
| 17832 Pitman        | 1998 HV39    | 20 tháng 4 năm 1998  | Socorro                            | LINEAR                             |
| 17833 -             | 1998 HO42    | 23 tháng 4 năm 1998  | Haleakala                          | NEAT                               |
| 17834 -             | 1998 HL43    | 25 tháng 4 năm 1998  | Đài thiên văn Zvjezdarnica Višnjan | Đài thiên văn Zvjezdarnica Višnjan |
| 17835 Anoelsuri     | 1998 HS46    | 20 tháng 4 năm 1998  | Socorro                            | LINEAR                             |
| 17836 Canup         | 1998 HT50    | 25 tháng 4 năm 1998  | Anderson Mesa                      | LONEOS                             |
| 17837 -             | 1998 HQ92    | 21 tháng 4 năm 1998  | Socorro                            | LINEAR                             |
| 17838 -             | 1998 HJ94    | 21 tháng 4 năm 1998  | Socorro                            | LINEAR                             |
| 17839 -             | 1998 HN95    | 21 tháng 4 năm 1998  | Socorro                            | LINEAR                             |
| 17840 -             | 1998 HG96    | 21 tháng 4 năm 1998  | Socorro                            | LINEAR                             |
| 17841 -             | 1998 HZ96    | 21 tháng 4 năm 1998  | Socorro                            | LINEAR                             |
| 17842 Jorgegarcia   | 1998 HN98    | 21 tháng 4 năm 1998  | Socorro                            | LINEAR                             |
| 17843 -             | 1998 HD99    | 21 tháng 4 năm 1998  | Socorro                            | LINEAR                             |
| 17844 Judson        | 1998 HM100   | 21 tháng 4 năm 1998  | Socorro                            | LINEAR                             |
| 17845 -             | 1998 HY112   | 23 tháng 4 năm 1998  | Socorro                            | LINEAR                             |
| 17846 -             | 1998 HB115   | 23 tháng 4 năm 1998  | Socorro                            | LINEAR                             |
| 17847 -             | 1998 HQ115   | 23 tháng 4 năm 1998  | Socorro                            | LINEAR                             |
| 17848 -             | 1998 HR133   | 19 tháng 4 năm 1998  | Socorro                            | LINEAR                             |
| 17849 -             | 1998 HL134   | 19 tháng 4 năm 1998  | Socorro                            | LINEAR                             |
| 17850 -             | 1998 HR150   | 20 tháng 4 năm 1998  | Kitt Peak                          | Spacewatch                         |
| 17851 Kaler         | 1998 JK      | 1 tháng 5 năm 1998   | Haleakala                          | NEAT                               |
| 17852 -             | 1998 JN1     | 1 tháng 5 năm 1998   | Haleakala                          | NEAT                               |
| 17853 Ronaldsayer   | 1998 JK3     | 1 tháng 5 năm 1998   | Anderson Mesa                      | LONEOS                             |
| 17854 -             | 1998 JC4     | 5 tháng 5 năm 1998   | Woomera                            | F. B. Zoltowski                    |
| 17855 Geffert       | 1998 KK      | 19 tháng 5 năm 1998  | Starkenburg Observatory            | Starkenburg                        |
| 17856 Gomes         | 1998 KL1     | 18 tháng 5 năm 1998  | Anderson Mesa                      | LONEOS                             |
| 17857 Hsieh         | 1998 KR1     | 18 tháng 5 năm 1998  | Anderson Mesa                      | LONEOS                             |
| 17858 Beaugé        | 1998 KS3     | 22 tháng 5 năm 1998  | Anderson Mesa                      | LONEOS                             |
| 17859 Galinaryabova | 1998 KC4     | 22 tháng 5 năm 1998  | Anderson Mesa                      | LONEOS                             |
| 17860 Roig          | 1998 KQ4     | 22 tháng 5 năm 1998  | Anderson Mesa                      | LONEOS                             |
| 17861 -             | 1998 KN24    | 22 tháng 5 năm 1998  | Socorro                            | LINEAR                             |
| 17862 -             | 1998 KT28    | 22 tháng 5 năm 1998  | Socorro                            | LINEAR                             |
| 17863 -             | 1998 KN30    | 22 tháng 5 năm 1998  | Socorro                            | LINEAR                             |
| 17864 -             | 1998 KK38    | 22 tháng 5 năm 1998  | Socorro                            | LINEAR                             |
| 17865 -             | 1998 KS39    | 22 tháng 5 năm 1998  | Socorro                            | LINEAR                             |
| 17866 -             | 1998 KV45    | 22 tháng 5 năm 1998  | Socorro                            | LINEAR                             |
| 17867 -             | 1998 KD46    | 22 tháng 5 năm 1998  | Socorro                            | LINEAR                             |
| 17868 -             | 1998 KW46    | 22 tháng 5 năm 1998  | Socorro                            | LINEAR                             |
| 17869 Descamps      | 1998 MA14    | 20 tháng 6 năm 1998  | Caussols                           | ODAS                               |
| 17870 -             | 1998 QU92    | 28 tháng 8 năm 1998  | Socorro                            | LINEAR                             |
| 17871 -             | 1998 RD58    | 14 tháng 9 năm 1998  | Socorro                            | LINEAR                             |
| 17872 -             | 1998 SP22    | 23 tháng 9 năm 1998  | Đài thiên văn Zvjezdarnica Višnjan | Đài thiên văn Zvjezdarnica Višnjan |
| 17873 -             | 1998 XO96    | 11 tháng 12 năm 1998 | Mérida                             | O. A. Naranjo                      |
| 17874 -             | 1998 YM3     | 17 tháng 12 năm 1998 | Oizumi                             | T. Kobayashi                       |
| 17875 -             | 1999 AQ2     | 9 tháng 1 năm 1999   | Oizumi                             | T. Kobayashi                       |
| 17876 -             | 1999 AX21    | 15 tháng 1 năm 1999  | Đài thiên văn Zvjezdarnica Višnjan | K. Korlević                        |
| 17877 -             | 1999 AZ22    | 15 tháng 1 năm 1999  | Oizumi                             | T. Kobayashi                       |
| 17878 -             | 1999 AR25    | 15 tháng 1 năm 1999  | Caussols                           | ODAS                               |
| 17879 Robutel       | 1999 BA14    | 22 tháng 1 năm 1999  | Caussols                           | ODAS                               |
| 17880 -             | 1999 BA24    | 18 tháng 1 năm 1999  | Socorro                            | LINEAR                             |
| 17881 Radmall       | 1999 CA51    | 10 tháng 2 năm 1999  | Socorro                            | LINEAR                             |
| 17882 Thielemann    | 1999 CX87    | 10 tháng 2 năm 1999  | Socorro                            | LINEAR                             |
| 17883 Scobuchanan   | 1999 CP105   | 12 tháng 2 năm 1999  | Socorro                            | LINEAR                             |
| 17884 Jeffthompson  | 1999 CD116   | 12 tháng 2 năm 1999  | Socorro                            | LINEAR                             |
| 17885 Brianbeyt     | 1999 CF118   | 12 tháng 2 năm 1999  | Socorro                            | LINEAR                             |
| 17886 -             | 1999 CH118   | 12 tháng 2 năm 1999  | Socorro                            | LINEAR                             |
| 17887 -             | 1999 DE1     | 17 tháng 2 năm 1999  | Caussols                           | ODAS                               |
| 17888 -             | 1999 DB3     | 21 tháng 2 năm 1999  | Oizumi                             | T. Kobayashi                       |
| 17889 Liechty       | 1999 DH3     | 20 tháng 2 năm 1999  | Socorro                            | LINEAR                             |
| 17890 -             | 1999 DU6     | 20 tháng 2 năm 1999  | Socorro                            | LINEAR                             |
| 17891 Buraliforti   | 1999 EA      | 6 tháng 3 năm 1999   | Prescott                           | P. G. Comba                        |
| 17892 Morecambewise | 1999 EO5     | 15 tháng 3 năm 1999  | Reedy Creek                        | J. Broughton                       |
| 17893 Arlot         | 1999 FO      | 17 tháng 3 năm 1999  | Caussols                           | ODAS                               |
| 17894 -             | 1999 FP      | 17 tháng 3 năm 1999  | Caussols                           | ODAS                               |
| 17895 -             | 1999 FZ2     | 17 tháng 3 năm 1999  | Kitt Peak                          | Spacewatch                         |
| 17896 -             | 1999 FW4     | 17 tháng 3 năm 1999  | Kitt Peak                          | Spacewatch                         |
| 17897 Gallardo      | 1999 FV8     | 19 tháng 3 năm 1999  | Anderson Mesa                      | LONEOS                             |
| 17898 Scottsheppard | 1999 FB19    | 22 tháng 3 năm 1999  | Anderson Mesa                      | LONEOS                             |
| 17899 Mariacristina | 1999 FD19    | 22 tháng 3 năm 1999  | Anderson Mesa                      | LONEOS                             |
| 17900 Leiferman     | 1999 FO24    | 19 tháng 3 năm 1999  | Socorro                            | LINEAR                             |